# Tokyo Revengers
Tokyo Revengers (jap. 東京卍リベンジャーズ Tōkyō ribenjāzu) – manga autorstwa Kena Wakuia, publikowana na łamach magazynu „Shūkan Shōnen Magazine” wydawnictwa Kōdansha od marca 2017 do listopada 2022. Na jej podstawie studio Liden Films wyprodukowało serial anime, który emitowano od kwietnia do września 2021. Drugi sezon był emitowany od stycznia do kwietnia 2023. Emisja trzeciego sezonu rozpoczęła się w październiku i zakończyła w grudniu 2023.
W Polsce manga ukazuje się nakładem wydawnictwa Waneko.
W grudniu 2022 seria liczyła w obiegu ponad 70 milionów egzemplarzy, co czyni ją jedną z najlepiej sprzedających się mang wszech czasów. W 2020 roku Tokyo Revengers zdobyło 44. nagrodę Kōdansha Manga w kategorii shōnen.

## Fabuła
Podczas oglądania wiadomości Takemichi Hanagaki dowiaduje się, że jego dziewczyna z czasów gimnazjum, Hinata Tachibana, została zamordowana przez gang Tokyo Manji. Takemichi mieszka w małym, bardzo zaniedbanym mieszkaniu i wykonuje pracę, której nienawidzi, bez żadnych perspektyw na przyszłość. Po wpadnięciu pod jadący pociąg odkrywa, że zamiast zginąć, cofnął się w czasie o dwanaście lat, do czasów gimnazjum. Aby uratować Hinatę i zmienić swoje życie, które spędził uciekając od problemów, Takemichi postanawia, że wespnie się na sam szczyt najgroźniejszego gangu w Kantō.

Logo gangu Tokyo Manji

## Bohaterowie

### Gang Tokyo Manji
- Takemichi Hanagaki (jap. 花垣 武道 Hanagaki Takemichi)

Seiyū: Yūki Shin 
- Manjirō Sano (jap. 佐野 万次郎 Sano Manjirō) / Mikey (jap. マイキー Maikī)

Seiyū: Yū Hayashi 
- Ken Ryūgūji (jap. 龍宮寺 堅 Ryūgūji Ken) / Draken (jap. ドラケン Doraken)

Seiyū: Tatsuhisa Suzuki (sezon 1), Masaya Fukunishi (sezon 2; blu-ray) 
- Tetta Kisaki (jap. 稀咲 鉄太 Kisaki Tetta)

Seiyū: Shōtarō Morikubo 
- Keisuke Baji (jap. 場地 圭介 Baji Keisuke)

Seiyū: Masaaki Mizunaka 
- Takashi Mitsuya (jap. 三ツ谷 隆 Mitsuya Takashi)

Seiyū: Yoshitsugu Matsuoka 
- Hakkia Shiba (jap. 柴 八戒 Shiba Hakkai)

Seiyū: Tasuku Hatanaka 
- Haruki Hayashida (jap. 林田 春樹 Hayashida Haruki)

Seiyū: Subaru Kimura 
- Ryōhei Hayashi (jap. 林 良平 Hayashi Ryōhei)

Seiyū: Yukihiro Nozuyama 
- Nahoya Kawata (jap. 河田 ナホヤ Kawata Nahoya)

Seiyū: Kengo Kawanishi 
- Yasuhiro Mutō (jap. 武藤 泰宏 Mutō Yasuhiro)

Seiyū: Daisuke Ono 
- Shuji Hanma (jap. 半間修二 Hanma Shūji)

Seiyū: Takuya Eguchi 
- Chifuyu Matsuno (jap. 松野千冬 Matsuno Chifuyu)

Seiyū: Shō Karino 
- Kazutora Hanemiya (jap. 羽宮一虎 Hanemiya Kazutora)

Seiyū: Shun’ichi Toki 
- Taiju Shiba (jap. 柴 大寿 Shiba Taiju)

Seiyū: Tomokazu Sugita 

### Inni członkowie
- Masataka Kiyomizu (jap. 清水 将貴 Kiyomizu Masataka)

Seiyū: Satoshi Hino 
- Atsushi Sendō (jap. 千堂 敦 Sendō Atsushi)

Seiyū: Takuma Terashima 
- Takuya Yamamoto (jap. 山本タクヤ Yamamoto Takuya)

Seiyū: Yūya Hirose 
- Makoto Suzuki (jap. 鈴木マコト Suzuki Makoto)

Seiyū: Shunsuke Takeuchi 
- Kazushi Yamagishi (jap. 山岸一司 Yamagishi Kazushi)

Seiyū: Shōta Hayama 

### Pozostali
- Nobutaka Osanai (jap. 長内 信高 Osanai Nobutaka)

Seiyū: Eiji Takeuchi 
- Hinata Tachibana (jap. 橘 日向 Tachibana Hinata)

Seiyū: Azumi Waki 
- Naoto Tachibana (jap. 橘 直人 Tachibana Naoto)

Seiyū: Ryōta Ōsaka 
- Emma Sano (jap. 佐野 エマ Sano Ema)

Seiyū: Yumi Uchiyama 
- Shinichiro Sano (jap. 佐野 真一郎 Sano Shin’ichirō)

Seiyū: Masaya Matsukaze 
- Yuzuha Shiba (jap. 柴 柚葉 Shiba Yuzuha)

Seiyū: Mikako Komatsu 

## Manga
Seria ukazywała się w magazynie „Shūkan Shōnen Magazine” od 1 marca 2017 do 16 listopada 2022. Wydawnictwo Kōdansha zebrało jej rozdziały do wydań w formacie tankōbon, których pierwszy tom ukazał się 17 maja tego samego roku. Ostatni 31 tom został wydany 17 stycznia 2023.
W Polsce prawa do dystrybucji mangi nabyło wydawnictwo Waneko.
28 października 2021 zapowiedziano spin-off autorstwa Shinpeia Funatsu, będący parodią serii. Manga nosi tytuł Tōdai Revengers i ukazywała się w witrynie „Magazine Pocket” wydawnictwa Kōdansha od 3 listopada 2021 do 29 marca 2023. Została zebrana w 6 tankōbonach, wydanych między 17 lutego 2022 a 17 maja 2023.
20 czerwca 2022 został zapowiedziany spin-off autorstwa Yukinoriego Kawaguchiego zatytułowany Tokyo Revengers – List od Keisuke Bajiego (jap. 東京卍リベンジャーズ ～場地圭介からの手紙～ Tokyo Revengers: Baji Keisuke kara no tegami). Manga skupia się na postaciach Keisuke Bajiego i Chifuyu Matsuno. Seria ukazuje się w witrynie w „Magazine Pocket” od 27 lipca 2022. Premiera w Polsce odbyła się 6 maja 2024.

## Anime
W czerwcu 2020 ogłoszono, że Tokyo Revengers otrzyma adaptację w formie telewizyjnego serialu anime. Seria została wyprodukowana przez studio Liden Films i wyreżyserowana przez Koichiego Hatsumiego. Scenariusz napisał Yasuyuki Mutō, postacie zaprojektowała Keiko Ōta, reżyserią dźwięku zajął się Satoki Iida, a muzykę skomponował Hiroaki Tsutsumi. Anime było emitowane w MBS i innych stacjach od 11 kwietnia do 19 września 2021. Prawa do dystrybucji poza Azją nabyło Crunchyroll.
Seria odcinków krótkometrażowych wyprodukowanych przez Studio Puyukai, w których bohaterowie występują w wersji chibi, zatytułowana ChibiReve (jap. ちびりべ), była wydawana w serwisie YouTube od 12 kwietnia do 20 września 2021.
18 grudnia 2021 zapowiedziano powstanie drugiego sezonu, jego emisja zaś trwała od 8 stycznia do 2 kwietnia 2023. Prawa do dystrybucji tego sezonu posiada Disney Platform Distribution.
1 kwietnia 2023 ogłoszono powstanie trzeciego sezonu. Emisja rozpoczęła się 4 października i zakończyła 27 grudnia tego samego roku.

### Ścieżka dźwiękowa
| Nr             | Tytuł                                                | Wykonawcy             | Źródło   |
| Czołówka       | Czołówka                                             | Czołówka              | Czołówka |
| -------------- | ---------------------------------------------------- | --------------------- | -------- |
| 1              | „Cry Baby”                                           | Official Hige Dandism | [ 7 ]    |
| 2              | „White Noise” (jap. ホワイトノイズ Howaito noizu)    | Official Hige Dandism | [ 37 ]   |
| Napisy końcowe |                                                      |                       |          |
| 1              | „Koko de iki o shite” (jap. ここで息をして)          | Eill                  | [ 7 ]    |
| 2              | „Tokyo Wonder”                                       | Nakimushi             | [ 38 ]   |
| 3              | „Kizutsukedo, aishiteru” (jap. 傷つけど、愛してる。) | Tuyu                  | [ 39 ]   |
| 4              | „Say My Name”                                        | Hey-Smith             | [ 36 ]   |

## Film live action
Adaptacja w postaci filmu live action została zapowiedziana w lutym 2020. Reżyserem został Tsutomu Hanabusa, scenariusz napisał Izumi Takahashi, a muzykę skomponował Yutaka Yamada. Piosenką przewodnią filmu jest „Namae wo yobu yo” (jap. 名前を呼ぶよ) autorstwa Super Beaver. W kwietniu 2020 ogłoszono, że ekipa wstrzymała filmowanie z powodu pandemii COVID-19. Pierwotnie premiera w Japonii miała odbyć się 9 października 2020, ale została opóźniona z powodu utrzymujących się skutków COVID-19. W marcu 2021 ogłoszono, że premiera filmu została przesunięta na 9 lipca 2021. W lipcu 2022 zapowiedziano sequel zatytułowany Tokyo Revengers 2: Bloody Halloween-hen (jap. 東京リベンジャーズ2 血のハロウィン編 Tōkyō ribenjāzu 2 chi no harowin-hen). Produkcja została wydana w dwóch częściach z podtytułami Unmei (jap. 運命) oraz Kessen (jap. 決戦). Premiera pierwszej z nich odbyła się 21 kwietnia 2023, drugiej zaś 30 czerwca tego samego roku.

### Obsada
- Takumi Kitamura – Takemichi Hanagaki[48]
- Ryo Yoshizawa – Manjirō Sano[48]
- Yūki Yamada – Ken Ryūgūji[48]
- Shōtarō Mamiya – Tetta Kisaki[48]
- Gordon Maeda – Takashi Mitsuya[49]
- Kazuki Horike – Haruki Hayashida[49]
- Hiroya Shimizu – Shuji Hanma[49]
- Nobuyuki Suzuki – Masataka Kiyomizu[48]
- Hayato Isomura – Atsushi Sendō[48]
- Yoshiki Minato – Nobutaka Osanai[49]
- Mio Imada – Hinata Tachibana[50]
- Yosuke Sugino – Naoto Tachibana[48]

## Odbiór

### Popularność

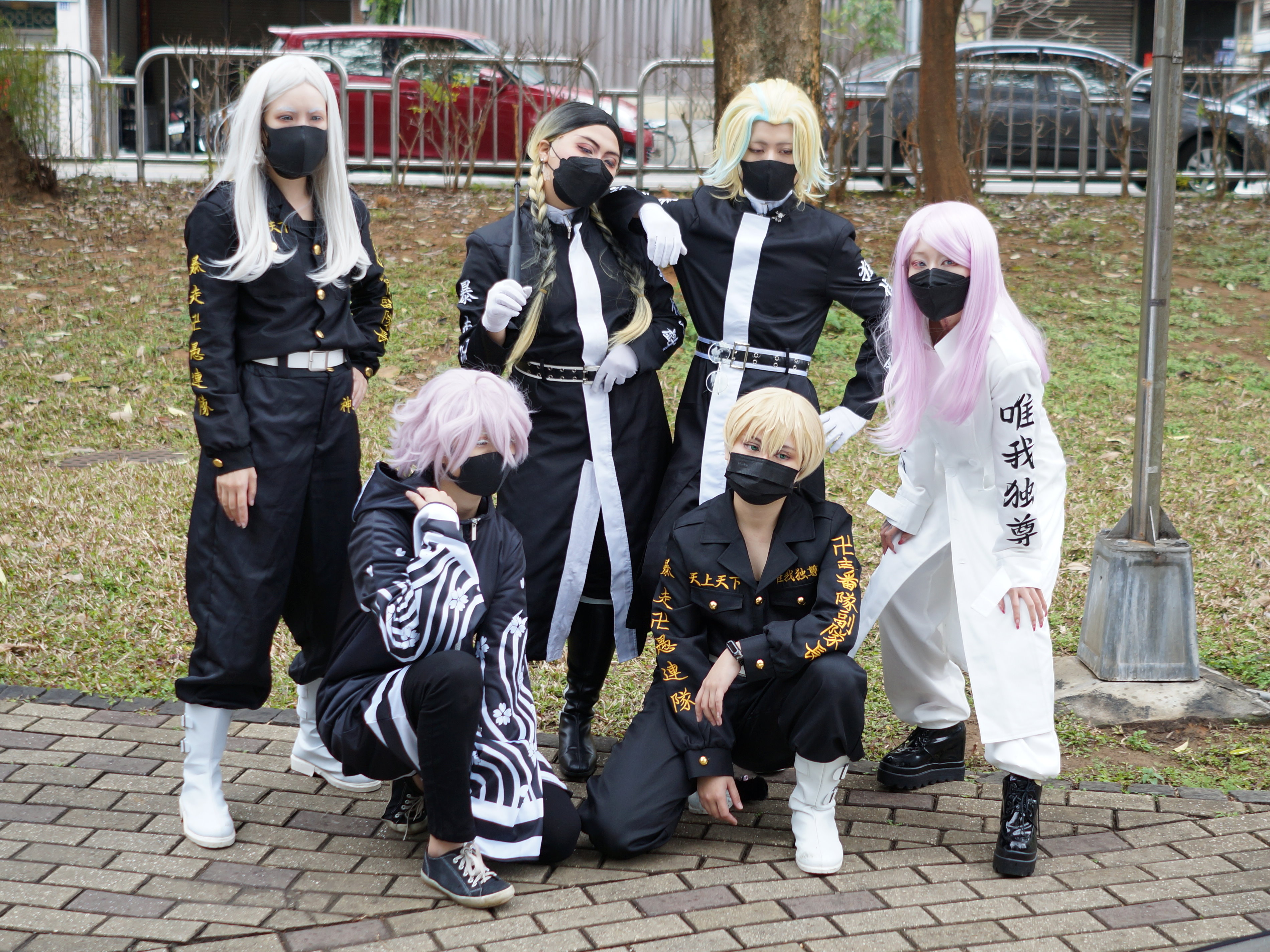
Cosplayerzy członków gangu Tokyo Manji

W 2021 roku Tokyo Revengers zwyciężyło w kategorii anime w konkursie Yahoo! Japan Search Awards, opartym na liczbie wyszukiwań danego terminu w porównaniu z rokiem poprzednim. Seria znalazła się na szczycie listy „trendów wybieranych przez nastolatków w 2021 roku” sporządzanej przez Mynavi Teens Lab firmy Mynavi Corporation, która zajmuje się marketingiem i badaniami wśród nastolatków. Serial anime został uznany przez Nikkei Entertainment za jeden z największych hitów 2021 roku i był najczęściej oglądaną serią zarówno wśród męskiej, jak i damskiej widowni. Adaptacja anime była 7. najczęściej omawianym programem telewizyjnym 2021 roku w serwisie Twitter.

### Manga
W 2020 roku Tokyo Revengers zdobyło 44. nagrodę Kōdansha Manga w kategorii shōnen. W 2021 roku manga zajęła 9. miejsce w rankingu „książki roku” magazynu Da Vinci, natomiast w rankingu z kolejnego roku uplasowała się 18. pozycji. W przewodniku Kono manga ga sugoi! na 2022 rok seria znalazła się na 12. miejscu w kategorii shōnen.

#### Sprzedaż
| Data         | 2020      | 2021       | 2021       | 2021       | 2021       | 2021       | 2022       | 2022       | 2022       |
| Data         | luty      | maj        | czerwiec   | lipiec     | sierpień   | wrzesień   | styczeń    | lipiec     | grudzień   |
| ------------ | --------- | ---------- | ---------- | ---------- | ---------- | ---------- | ---------- | ---------- | ---------- |
| Liczba sztuk | 3 000 000 | 17 000 000 | 20 000 000 | 25 000 000 | 35 000 000 | 40 000 000 | 50 000 000 | 65 000 000 | 70 000 000 |

### Anime
W 2021 roku zachodnie wersje anime zostały ocenzurowane poprzez usunięcie buddyjskiego symbolu swastyki manji (卍) używanego przez gang Tokyo Manji, aby uniknąć potencjalnych kontrowersji mogących wynikać z pomylenia go z podobnie wyglądającym nazistowskim symbolem swastyki (卐). Usunięcie, przeprowadzone przez japońskich licencjodawców i dotykające wszystkich wersji anime oficjalnie dystrybuowanych poza Japonią, samo w sobie okazało się kontrowersyjne, ponieważ niektórzy fani skrytykowali powstałą wersję zarówno ze względu na jej techniczne niedoskonałości, jak i ograniczenie wolności słowa. Jednakże, później oficjalne wydania serii przeznaczone dla rynków Azji Południowej i Południowo-Wschodniej, wydawane przez Muse Communication, zaczęły ukazywać się bez cenzury. W wyniku tego, Crunchyroll stał się jedyną oficjalną platformą streamingową poza Japonią, na której dostępna jest ocenzurowana wersja anime.